# Братский сельский совет (Крым)
Братский сельский совет (укр. Братська сільська рада, крымскотат. Yalan Tuş köy şurası), согласно законодательству Украины — административно-территориальная единица в Красноперекопском районе Автономной Республики Крым.
Население по переписи 2001 года — 1913 человек, площадь сельсовета 50 км².
К 2014 году состоял из 3 сёл:
- Братское
- Полтавское
- Сватово

## История
В 1967 году в Крымской области УССР в СССР был образован Братский сельский совет и на 1968 год включал 8 населённых пунктов:

| - Берёзовка - Братское - Долинка - Новониколаевка | - Новопавловка - Полтавское - Привольное - Сватово |

В 1971 году создан Орловский сельсовет, куда отошла Новониколаевка, в 1975 году образован Новопавловский сельсовет, в который, кроме Новопавловки вошли Берёзовка, Долинка и Привольное и совет обрёл современный состав.
С 12 февраля 1991 года сельсовет в восстановленной Крымской АССР, 26 февраля 1992 года переименованной в Автономную Республику Крым. С 21 марта 2014 года —аннексирован Россией. Законом «Об установлении границ муниципальных образований и статусе муниципальных образований в Республике Крым» от 4 июня 2014 года территория административной единицы была объявлена муниципальным образованием со статусом сельского поселения.